# Bunarka
Bunarka (lat. Montia), biljni rod iz porodice bunarkovki kojoj je i dala svoje ime. Postoji oko 20 vrsta jednogodišnjeg raslinja i trajnica. U Hrvatskoj raste proljetna bunarka (M. fontana), biljka koja se nekad uključivala u rod klajtonija (Claytonia). 

## Vrste
1. Montia angustifolia Heenan
2. Montia arvensis Wallr.
3. Montia australasica (Hook. fil.) Pax & K. Hoffm.
4. Montia biapiculata Lourteig
5. Montia bostockii (A. E. Porsild) S. L. Welsh
6. Montia calcicola Standl. & Steyerm.
7. Montia calycina (Colenso) Pax & K. Hoffm.
8. Montia campylostigma (Heenan) Heenan
9. Montia chamissoi (Ledeb. ex Spreng.) Greene
10. Montia dichotoma (Nutt.) J. T. Howell
11. Montia diffusa (Nutt.) Greene
12. Montia drucei (Heenan) Heenan
13. Montia erythrophylla (Heenan) Heenan
14. Montia fontana L.
15. Montia howellii S. Watson
16. Montia linearis (Douglas ex Hook.) Greene
17. Montia meridensis Friedrich
18. Montia parvifolia (Moc. ex DC.) Greene
19. Montia racemosa (Buchanan) Heenan
20. Montia sessiliflora (G. Simpson) Heenan
21. Montia vassilievii (Kuzen.) Mc Neill